# 坂晃典
坂 晃典（さか こうすけ、1992年2月11日 - ）は、日本のプロボクサー。大阪府和泉市出身。岸和田市在住。第61代日本フェザー級王者。第48代日本スーパーフェザー級王者。第48代OPBF東洋太平洋スーパーフェザー級王者。仲里義竜ボクシングジム所属。

## 人物
中学2年生からボクシングを始めた。
浪速高校卒業後、関西大学経済学部に入学。なお関西大学時代の同級生にボクシング世界王者拳四朗がいる。

## 来歴
2012年3月4日のプロデビュー戦は1回KO勝ち。
2012年西日本フェザー級新人王として、東軍代表伊藤雅雪と対戦して5回0-3（46-49、47-48×2）の判定負けで全日本新人王獲得はならず、プロ初黒星。
2016年9月13日、後楽園ホールで日本スーパーバンタム級15位の中嶋孝文と対戦し、1回1分28秒TKO勝ちを収めた。
2017年4月23日、刈谷市産業振興センターあいおいホールで日本フェザー級王者林翔太と対戦し、3回2分50秒TKO勝ちで日本王座獲得に成功。
2017年12月1日に後楽園ホールで日本フェザー級7位の大橋健典と対戦し、5回3分6秒KO負けで初防衛に失敗、王座から陥落した。
2019年4月20日、大阪府立体育会館第2競技場でジョー・ノイナイとWBOアジアパシフィックスーパーフェザー級王座決定戦を行い、2回1分15秒KO負けで王座獲得に失敗した。
2019年12月7日、後楽園ホールで日本スーパーフェザー級王者末吉大と対戦し、6回1分30秒TKO勝ちを収め日本王座2階級制覇を達成した。
2021年1月22日、後楽園ホールで日本スーパーフェザー級1位の渡邉卓也と対戦し、6回2分45秒TKO勝ちを収め、初防衛に成功した
2021年2月11日、国立代々木競技場で開催のチャリティーボクシングイベント『LEGEND』で元WBA世界スーパーフェザー級スーパー王者・内山高志と対戦した。
2021年12月14日、後楽園ホールでのOPBF東洋太平洋スーパーフェザー級王座決定戦で同級3位の木村吉光と対戦し、3回27秒TKO負けで王座獲得に失敗した。
2022年9月17日、メルパルクホール大阪で日本スーパーフェザー級3位の奈良井翼と対戦し、6回55秒TKO勝ちを収め、2度目の防衛に成功した。
2023年4月1日、エディオンアリーナ大阪にて行われた「3150FIGHT SURVIVAL Vol.4」で日本スーパーフェザー級1位指名挑戦者の原優奈と対戦し、4回1分3秒TKO負けで日本王座防衛に失敗。
2023年12月31日、大田区総合体育館で井岡一翔対ホスベル・ペレスの前座のOPBF東洋太平洋スーパーフェザー級王座決定戦で同級5位の木村吉光と再戦予定だったが、木村が前日計量の早朝に脱水症状と熱中症が原因で病院に緊急搬送され前日計量を欠席したため、試合は中止となった。
2024年2月16日、後楽園ホールでのOPBF東洋太平洋スーパーフェザー級王座決定戦で同級6位の鯉渕健と対戦し、3回途中に坂の有効打撃で鯉渕の右目上を切り裂き、5回開始直後に鯉渕の流血が激しいことからレフェリーストップとなり、5回44秒TKO勝ちを収め王座獲得に成功した。
2024年6月1日、後楽園ホールでOPBF東洋太平洋スーパーフェザー級タイトルマッチにて挑戦者2位の波田大和と対戦し、3回2分32秒TKO負けを喫し、王座から陥落した。

## 獲得タイトル
- 2012年度西日本フェザー級新人王
- 第61代日本フェザー級王座（防衛0）
- 第48代日本スーパーフェザー級王座（防衛2）
- 第48代OPBF東洋太平洋スーパーフェザー級王座（防衛0）

## 戦績
- アマチュアボクシング - 42戦31勝11敗（17KO）
- プロボクシング - 31戦23勝8敗（20KO）

| 戦           | 日付           | 勝敗 | 時間    | 内容    | 対戦相手                                     | 国籍         | 備考                                           |
| ------------ | -------------- | ---- | ------- | ------- | -------------------------------------------- | ------------ | ---------------------------------------------- |
| 1            | 2012年3月4日   | ☆    | 1R      | KO      | 西岡斗輝矢（明石）                           | 日本         | プロデビュー戦                                 |
| 2            | 2012年5月27日  | ☆    | 4R      | 判定3-0 | 横川聡也（堺東ミツキ）                       | 日本         |                                                |
| 3            | 2012年6月30日  | ☆    | 1R      | KO      | 吉村輝（BMB）                                | 日本         |                                                |
| 4            | 2012年8月5日   | ☆    | 2R      | KO      | 林駿（ウォズ）                               | 日本         | 西日本新人王獲得                               |
| 5            | 2012年9月9日   | ☆    | 3R      | TKO     | 伊集優裕（琉球）                             | 日本         |                                                |
| 6            | 2012年10月28日 | ☆    | 2R      | TKO     | 堀田慧（中日）                               | 日本         |                                                |
| 7            | 2012年12月16日 | ★    | 5R      | 判定0-3 | 伊藤雅雪（伴流）                             | 日本         | 全日本新人王敗退                               |
| 8            | 2013年5月26日  | ☆    | 6R      | 判定3-0 | 杉田聖（奈良）                               | 日本         |                                                |
| 9            | 2013年8月7日   | ☆    | 5R      | 判定3-0 | 佐藤克哉（ドリーム）                         | 日本         | B級トーナメント優勝                            |
| 10           | 2014年2月1日   | ★    | 8R      | 判定0-3 | 濱名潤（帝拳）                               | 日本         |                                                |
| 11           | 2014年5月3日   | ★    | 9R      | TKO     | 大沢宏晋（大星）                             | 日本         |                                                |
| 12           | 2014年11月9日  | ☆    | 8R      | TKO     | 西永哲也（進光）                             | 日本         |                                                |
| 13           | 2015年4月4日   | ☆    | 3R      | TKO     | 京口竜人（大阪帝拳）                         | 日本         |                                                |
| 14           | 2015年10月9日  | ☆    | 1R      | TKO     | 橋本和樹（真正）                             | 日本         |                                                |
| 15           | 2015年12月27日 | ☆    | 4R      | KO      | エーカジャカパン・モークルンテープトンブリー | タイ         |                                                |
| 16           | 2016年6月5日   | ☆    | 7R      | TKO     | バーニング石井（関門JAPAN）                  | 日本         |                                                |
| 17           | 2016年9月13日  | ☆    | 1R 1:28 | TKO     | 中嶋孝文（竹原慎二&畑山隆則）                | 日本         |                                                |
| 18           | 2016年12月28日 | ☆    | 1R      | KO      | デンヤーソー・シットクルーマック             | タイ         |                                                |
| 19           | 2017年4月23日  | ☆    | 3R 2:50 | TKO     | 林翔太（畑中）                               | 日本         | 日本フェザー級タイトルマッチ                   |
| 20           | 2017年12月1日  | ★    | 5R 3:06 | KO      | 大橋健典（角海老宝石）                       | 日本         | 日本王座陥落                                   |
| 21           | 2018年4月30日  | ☆    | 2R 2:15 | TKO     | 力石政法（緑）                               | 日本         |                                                |
| 22           | 2018年7月27日  | ☆    | 2R 0:57 | KO      | グステイ・エルニノ                           | インドネシア |                                                |
| 23           | 2019年4月20日  | ★    | 2R 1:15 | TKO     | ジョー・ノイナイ                             | フィリピン   | WBOアジア太平洋スーパーフェザー級王座決定戦    |
| 24           | 2019年9月23日  | ☆    | 3R 2:08 | TKO     | イサック・ジュニア                           | インドネシア |                                                |
| 25           | 2019年12月7日  | ☆    | 6R 1:30 | TKO     | 末吉大（帝拳）                               | 日本         | 日本スーパーフェザー級タイトルマッチ           |
| 26           | 2021年1月22日  | ☆    | 6R 2:45 | TKO     | 渡邉卓也（DANGANAOKI）                       | 日本         | 日本王座防衛1                                  |
| 27           | 2021年12月14日 | ★    | 3R 0:27 | TKO     | 木村吉光（志成）                             | 日本         | OPBF東洋太平洋スーパーフェザー級タイトルマッチ |
| 28           | 2022年9月17日  | ☆    | 6R 0:55 | TKO     | 奈良井翼（RK蒲田）                           | 日本         | 日本王座防衛2                                  |
| 29           | 2023年4月1日   | ★    | 4R 1:03 | TKO     | 原優奈（真正）                               | 日本         | 日本王座陥落                                   |
| 30           | 2024年2月16日  | ☆    | 5R 0:44 | TKO     | 鯉渕健（横浜光）                             | 日本         | OPBF東洋太平洋スーパーフェザー級王座決定戦     |
| 31           | 2024年6月1日   | ★    | 3R 2:32 | TKO     | 波田大和（帝拳）                             | 日本         | OPBF陥落                                       |
| テンプレート |                |      |         |         |                                              |              |                                                |